# 朱利安·布特
朱利安·布特（法語：Julien Boutter，1974年4月5日—），法國職業網球運動員（1992年—2006年），最高單打排名為世界第46，現已退役。

## 職業生涯
2002年澳洲網球公開賽，第一輪便遇上第二種子與三屆法網冠軍古斯塔沃·库尔滕，儘管先落後兩盤，不過他絲毫不放棄任何獲勝的機會，結果連拿三盤擊敗库尔滕，爆出當時最大冷門；另外在雙打賽事，布特與阿诺·克莱芒搭擋一路打進四強，不敵另一對同胞組合米卡埃尔·洛德拉與法布里斯·桑托羅，賽事發生小插曲，布特隨興舉辦了喪禮，因為洛德拉在追趕著蛾時無意間打到小鳥。
布特的職業生涯，在达尔贝达闖入決賽並擊敗地主選手尤尼斯·艾诺伊，而獲得唯一一個單打冠軍，另外在米蘭網球賽也闖入決賽，以4-6, 7-67, 4-6不敵未來主宰男子網壇的羅傑·費德勒。

## 生涯统计

### 单打

#### 冠軍 (1)
| 赛事类别                                      |
| 大滿貫賽事 (0次冠军)                          |
| ATP年終賽（大師盃）/ 世界巡迴總決賽 (0次冠军) |
| ATP大師系列賽/ 世界巡迴大師賽 1000 (0次冠军)  |
| ATP黃金國際巡迴賽 / 世界巡迴賽 500 (0次冠军)  |
| ATP國際巡迴賽 / 世界巡迴賽 250 (1次冠军)      |

| 依場地性質分類 |
| 硬地 (0)       |
| 草地 (0)       |
| 紅土 (1)       |
| 室內地毯 (0)   |

| 依室內外分類 |
| 室外 (1)     |
| 室內 (0)     |

| 次數 | 日期         | ATP男單賽事    | 場地 | 決賽對手      | 決賽比分      |
| 1.   | 2003年4月6日 | 摩洛哥达尔贝达 | 紅土 | 尤尼斯·艾诺伊 | 6-2, 2-6, 6-1 |

### 單打亞軍 (1)
| 次數 | 日期          | ATP男單賽事 | 場地     | 決賽對手    | 決賽比分      |
| 1.   | 2001年1月29日 | 義大利米蘭  | 室內地毯 | 羅傑·費德勒 | 6-4, 67-7,6-4 |

## 外部連結
- 朱利安·布特（英文/西班牙文）的官方資料
- 朱利安·布特的國際網球總會 職業／青少年 官方資料（英文）
- 朱利安·布特的官方資料（英文）